# Rörmars naturreservat
Rörmars naturreservat är ett naturreservat i Östhammars kommun i Uppsala län.
Området är naturskyddat sedan 2024 och är 173 hektar stort. Reservatet är ett våtmarksområde vid Olandsån och består av våtmarker efter en sänkt sjö, med sumpskogar och lövrika skogar.